# Ortó
Ortó (szlovákul: Ortov) Pálóc településrésze Szlovákiában, a Kassai kerület Nagymihályi járásában.

## Fekvése
Nagykapostól 5 km-re északkeletre fekszik.

## Története
A 18. század végén Vályi András így ír róla: „ORTO. Szabad puszta Ungvár Várm. földes Ura G. Barkóczy Uraság, fekszik Gálóczhoz közel, mellynek filiája.”
Fényes Elek 1851-ben kiadott geográfiai szótárában így ír a településről: „Ortó, puszta, Ungh vmegyében, Jegenyéhez délre az ortói tó mellett: 52 kath., 8 ref. lak.”
1920-ig Ung vármegye Nagykaposi járásához tartozott.

## Nevezetességei
- Nevezetessége a határában levő, helyenként 20-25 m mélységű tó, amely a horgászok paradicsoma.

## Lásd még
- Pálóc
- Tegenye